# Bruno Ricard
Pour les articles homonymes, voir Ricard.
Pour l'historien, voir Bruno Ricard.
Bruno Ricard est un scénariste de bande dessinée français, né le 3 décembre 1966.

## Biographie
Bruno Ricard est le coauteur, avec son frère Sylvain Ricard du scénario, de l'album Clichés Beyrouth 1990 paru en octobre 2004 aux Humanoïdes Associés dans la collection « Tohu-Bohu », et réédité en 2012.
Ce premier album a reçu le prix Région Centre lors de l'édition 2004 du festival BD Boum de Blois.  L'album est dessiné par Christophe Gaultier et coscénarisé par son frère.

## Œuvres

### Bandes dessinées
- Clichés Beyrouth 1990, coscénarisé avec Sylvain Ricard et dessiné par Christophe Gaultier, Les Humanoïdes Associés, 2004[1],[2]
- Chess avec Sylvain Ricard et Michael Minerbe, Les Humanoïdes Associés

1. Tu n'es qu'un pion, 2007[4]
2. Les Cavaliers de l'Aube, 2010[5]

## Prix
- 2004 :  Prix Région Centre-Val-de-Loire pour Beyrouth Clichés1990